# Axonopus pressus
Axonopus pressus là một loài thực vật có hoa trong họ Hòa thảo. Loài này được (Steud.) Parodi mô tả khoa học đầu tiên năm 1938.